# 이각 (후한)

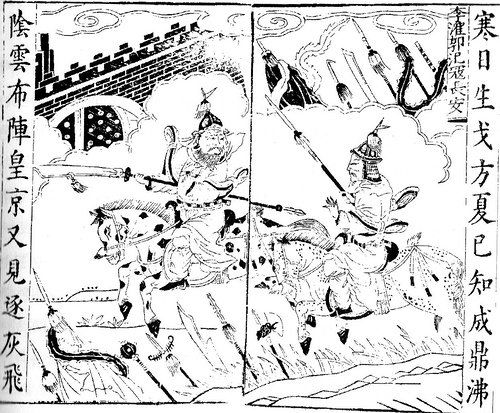
이각과 곽사

이각(李傕, ? ~ 198년)은 중국 후한 말기의 군인으로, 자는 치연(稚然)이며 북지군 사람이다.

## 생애

### 동탁 정권 시절
이각의 이름은 초평 2년(191년) 화웅이 손견에 의해 사망하자마자 손견에게 강화를 요청하는 사자로 처음 등장한다(강화는 결렬되었다).
후에 손견이 낙양으로 들어오자, 동탁의 사위 우보를 따라 섬현(陝縣)에 남았다. 원술에게 배반한 주준이 형주에서 군대를 이끌고 낙양을 공격했기 때문에, 곽사와 함께 기병을 이끌고 주준의 군대를 격퇴하였다. 이각은 진격하여 진류·영천의 모든 속현의 남자들을 죽이고 여자들을 끌고 가, 그가 지나가는 곳에서 목숨을 부지한 자가 없었다고 한다.
소제의 부인인 당희(唐姬)는 소제가 이유에게 살해당한 후 고향인 영천으로 돌아가던 중 영천으로 쳐들어온 이각에게 잡혔고, 이각이 아내가 될 것을 권하자 이를 거절했다.
또한, 영천의 순욱은 이각의 침략을 두려워하여 하루속히 피난을 갈 것을 장로들에게 부탁하였다. 장로들이 응하지 않아서, 순욱은 자신의 일족들만을 데리고 기주로 피난을 갔다. 결국 영천은 이각의 공격을 받아 주민 대부분이 죽임을 당하였다.

### 왕윤의 반란
초평 3년(192년) 4월, 여포·왕윤 등은 동탁을 암살하였고, 왕윤은 동탁의 부하의 대부분이 양주 출신임을 알고 군대 해산을 계획하는 한편 이숙에게 섬현의 우보를 공격하게 하였다. 물론 이각도 예외는 아니었다. 우보는 반격하여 이숙군을 물리쳤지만, 부하 복호적아의 배신으로 죽고 말았다. 이각은 왕윤에게 사면을 청원하였지만 거절당하였고, 장안에서는 영천 사람들을 모두 죽인다는 소문이 돌아 이각은 신변에 만전을 기하였다. 그래서 이각은 야반도주를 준비하고 있었으나 가후가 병력이 많은데 도망치지 말고 싸우라 진언했으며 이각은 왕윤을 공격하라는 가후의 진언을 받아들여 곽사와 함께 10만 명의 병사를 모아 장안을 기습하기로 하였다. 이와 동시에 자기 휘하의 병주 출신 부하들을 모두 죽였다(이는 왕윤과 여포가 병주 사람이었기 때문이다).
이각의 기습 계획을 알아챈 왕윤은 동탁의 부하였던 호진·서영·양정 등에게 이각을 영격할 것을 명하였다. 그러나 참패하여 서영은 이각에게 토벌당하였고, 호진과 양정은 왕윤의 방만한 태도와 꾸중에 불만을 품고 신풍(新豊)까지 진군하다가 이각에게 배반하였다.
같은 해 5월, 장안은 이각군에게 포위되어 장안성 전투에서 패배해 8일 만에 함락당하였다. 이들은 왕윤에게 동탁이 무슨 죄를 지었느냐면서 꾸짖고, 왕윤의 형으로 외지에서 벼슬하던 왕굉과 송익을 장안으로 불러들여 6월 7일 왕윤과 함께 처형했다. 이각은 왕윤을 여덟 갈래로 찢어 죽였고, 여포 일당을 장안에서 내쫓았다.
같은 해 9월, 거기장군·개부(開府)·영사예교위(領司隷校尉) · 가절(假節)·지양후(池陽侯)에 봉해졌다.

### 이각 정권
흥평 원년(194년), 정서장군 마등이 이각과 관계를 맺으려 하자 이각은 이를 거절하여 관계가 도리어 악화되었다. 마등이 쌍방의 중재에 들어간 한수와 공모하여 장안을 공격하자 이를 물리쳤고, 마등에 호응하여 익주에서 쳐들어온 유언의 군세도 물리쳤다. 이각을 암살하려 한 유범은 도망을 가던 중 살해당하였고, 차남 유탄은 처형당하였다.
이각은 마등 등과 싸우는 한편, 동쪽에서 세력을 키우고 있던 원소와 조조에 위기를 느껴 그들과 대립 관계에 있던 원술·공손찬·도겸 등에게 헌제의 이름으로 작위를 수여하여 연대를 도모하였다.
이각과 곽사는 성내를 분할하여 통치하였으나 통치력은 전무하다고 말해도 좋을 정도였고, 도적을 잡기는커녕 부하들이 맘대로 하도록 내버려 두어 부하들이 백성들에게 난폭하게 굴었다. 그 때문에 식량 가격이 급등하였고, 부모 자식이 서로 잡아먹었으며 백골과 썩은 시체가 길거리에 가득하였고 곳곳마다 악취가 만연하였다. 또한 동료 번조를 마등과의 전투에서 생포한 한수를 놓아주었다는 이유로 죽여 양주에 대항할 수 있는 인재를 잃고 세력이 약화되었다.

### 내분
백성들이 고통을 받는 한편, 이각과 곽사는 날마다 잔치를 열며 호화로운 생활을 하였다.
그러던 어느날, 곽사가 이각의 집을 자주 드나들자 곽사의 아내는 남편이 이각의 첩과 놀아나는 것으로 의심하여 이각과 곽사의 사이를 갈라놓으려 하였다. 곽사는 아내의 계략에 빠져 이각을 의심하였고, 이후 이각과 다투게 되었다.
이각은 헌제를 탈취하였고, 곽사와 공방을 거듭하여 거리에는 굶주린 백성과 시체가 만연하였다.

### 몰락
그 후 동료 장제가 둘을 화해시켰고, 헌제를 동쪽으로 귀환시키려 하였다. 둘은 이에 동의하여 양정·양봉·동승에게 동행하도록 하였으나, 도중에 곽사가 변절하여 헌제를 장안으로 데려오려고 하였다. 그러나 동승의 저항으로 실행에 옮길 수 없게 되자, 군사들을 버리고 이각의 밑으로 들어갔다.
이각과 곽사는 관군을 공격하였고, 동승과 사이가 좋지 않았던 장제도 이에 따랐다.
홍농에서 관군을 괴멸 상태에까지 이르게 하나, 원래 부하였던 양봉과 화해하여 추격을 그만두었다. 이로 인하여 헌제는 황하를 건너 낙양으로 귀환하게 되었다. 결국 헌제와 함께 구심력을 잃은 이각의 군세는 점차 쇠퇴하였고, 198년 4월 조조의 부하 단외와 배무에게 토벌당하여 자신과 삼족 모두 죽임을 당하였다.

## 이각을 섬긴 사람들
- 가후　문화(文和)
- 번조
- 송과
- 양밀
- 양봉
- 양정　정수(整修)
- 이리
- 이몽
- 장수
- 장제
- 호진　문재(文才)

## 이각의 친족관계
이리 이섬 이응

## 같이 보기
- 삼국지 인물 목록
- 진수 (서진)
- 범엽
- 배송지
- 사마광